# Điện Mặt Trời TTC Krông Pa
Nhà máy điện Mặt Trời TTC Krông Pa là nhà máy điện Mặt Trời xây dựng trên vùng đất xã Chư Gu huyện Krông Pa tỉnh Gia Lai, Việt Nam.
Điện Mặt Trời TTC Krông Pa có công suất lắp máy 49 MW (69 MWp), khởi công tháng 3 năm 2018, đóng điện ngày 4 tháng 11 năm 2018, khánh thành tháng 12 năm 2018.
Nhà máy được xây dựng trên diện tích 70,23 ha đất đồi ở xã Chư Gu, cung cấp cho hệ thống điện quốc gia với sản lượng 103 triệu kWh/năm, đáp ứng nhu cầu sử dụng điện tương đương của khoảng 47.000 hộ dân, làm giảm phát thải CO2 khoảng 29.000 tấn/năm.
Nhà máy nằm cạnh đường Quốc lộ 25, cách thị trấn Phú Túc, huyện Krông Pa 4 km về phía tây, cách thành phố Pleiku 131 km, cách thành phố Tuy Hòa tỉnh Phú Yên 90,5 km.

## Công trình liên quan
Tại xã Chư Gu hiện có nhà máy điện Mặt Trời Krông Pa 2 có công suất lắp máy 49 MW, sản lượng điện hàng năm 103 triệu KWh, khởi công tháng 3 năm 2018, hoàn thành tháng 12 năm 2018 (13°14′05″B 108°39′00″Đ / 13,234708°B 108,649954°Đ).
Tại Buôn Lang, xã Chư Ngọc, huyện Krông Pa có điện Mặt Trời Chư Ngọc LICOGI 16 công suất lắp máy 15 MW, khởi công tháng 1 năm 2019, hoàn thành tháng 5 năm 2019 (13°14′42″B 108°38′16″Đ / 13,245071°B 108,637694°Đ).